# Leiostyla cassida
Leiostyla cassida é uma espécie de gastrópode da família Pupillidae.
É endémica de Portugal.